# Zapping (programma radiofonico)
(Il vecchio slogan di presentazione del programma)
Zapping è una trasmissione radiofonica in onda sulle frequenze di Rai Radio 1 dal lunedì al venerdì, dalle 18:30 alle 20:30. Attualmente è condotta dal giornalista Giancarlo Loquenzi.
Il programma, nato nel 1994 da un'idea di Livio Zanetti e Alberto Severi, è stato fortemente voluto e inizialmente condotto da Giancarlo Santalmassi, allora vicedirettore del Giornale Radio Rai.
Nello stesso anno la conduzione viene affidata ad Aldo Forbice. Dopo 18 anni di trasmissioni quotidiane ininterrotte, con l'eccezione di una pausa estiva di due settimane durante la quale la conduzione fu affidata a una collega, Forbice lascia la guida del programma. A partire dal 2 luglio 2012 il programma è stato rinominato in Zapping 2.0 ed è condotto da Giancarlo Loquenzi, ex direttore de L'Occidentale e di Radio Radicale, nonché uno dei fondatori di Radio 24. Per Loquenzi, questo cambiamento riflette l'evoluzione del modo in cui si "zappa" tra i media, che oggi non si limita più a radio e televisione, come era stato innovato da Forbice con l'inclusione dei titoli dei telegiornali in radio, ma si estende a diverse piattaforme digitali. 
Il 2 luglio 2014 la conduzione è passata temporaneamente a Ruggero Po, fino al ritorno di Loquenzi alla ripresa autunnale della trasmissione.